# Эффект Ломбарда

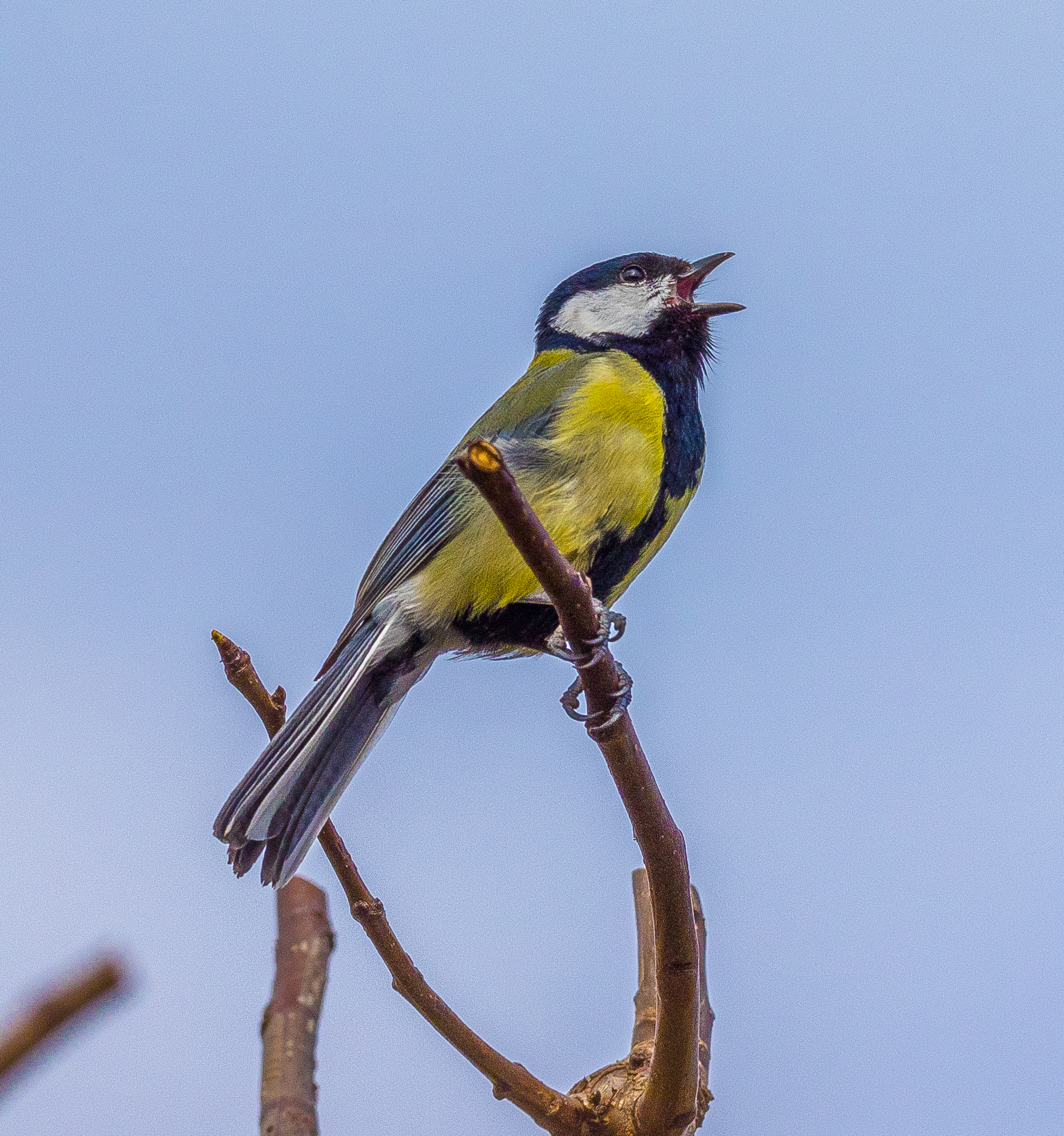
Живущие в шумных городских районах синицы вынуждены подстраивать частоты своих песен под менее зашумленные акустические диапазоны

Эффект Ломба́рда — непроизвольное повышение уровня голоса у человека и других животных, использующих звук для общения, в условиях громкого шума. Изменениям подвергается не только громкость, но и высота голоса, продолжительность отдельных слогов. Благодаря эффекту повышается разборчивость речи в условиях шума.
Эффект был открыт в 1909 году французским отоларингологом Этьеном Ломбардом. Он заметил, что говорящий аналогичным образом изменяет уровень своего голоса, когда увеличивается уровень окружающего шума, или когда уменьшается уровень, на котором он слышит свой собственный голос.
Открытие Ломбарда вносит вклад в несколько областей научных исследований: во-первых, это разработка тестов нарушений слуха и, в частности, симулированной потери слуха; во-вторых, анализ речевого общения в шуме; в-третьих, изучение общих динамических отношений между слухом и речью, охватывающих такие явления, как имитация речи и говорение в условиях изменённой слуховой обратной связи; и, в-четвёртых, развитие теории речевого механизма как сервомеханизма.

## Восприятие речи в условиях шума
Акустический анализ высказываний, записанных в условиях тишины или присутствия шума разной интенсивности, позволил выделить различия амплитуды, продолжительности, высоты голосов, частот формант и краткосрочных спектров голосов.
При сравнении речи, записанной в шумных условиях, и записи, сделанной в тишине, на которую позже было наложено зашумление, выяснилось, что речь, записанная в присутствии шума, воспринималась, как более разборчивая, чем речь, записанная в тишине.

## Эффект Ломбарда в исследованиях потери слуха
При проверке слуха часто используется процедура, разработанная самим Ломбардом в его первых исследованиях: пока участник эксперимента вслух читает некоторый текст, через наушники подаётся шум сначала на одно ухо, затем на другое, и потом одновременно на оба уха. При стимуляции одного уха громкость голоса здорового испытуемого несколько повышается, но гораздо слабее, чем при бинауральной стимуляции, когда испытуемый почти переходит на крик. При предъявлении шума на повреждённое ухо, испытуемый с односторонней глухотой почти не изменял громкости голоса, хотя при стимуляции здорового уха переходил на крик, как и здоровые испытуемые при бинауральной стимуляции.
Если при моноуральной стимуляции уха с сохранным или незначительно сниженным слухом громкость голоса не повышается, значит человек не глух на второе ухо. Если же при стимуляции происходит изменение характеристик голоса, значит имеет место полная или обширная потеря слуха.
Поскольку эффект Ломбарда является бессознательным и, следовательно, не контролируемым, эта проба подходит для выявления симуляции монофонической глухоты: симулянт, заявляющий о глухоте на одно ухо, будет продолжать читать или говорить с небольшим повышением уровня голоса, независимо от того, в какое ухо слышен шум, в то время как истинно глухой испытуемый значительно повысил бы голос при стимуляции здорового уха.
Возможности использования теста Ломбарда ограничены по нескольким причинам: во-первых, этот признак не является абсолютно надёжным показателем потери слуха, так как описаны случаи, когда люди с сохранным слухом не меняли голос при бинауральном воздействии интенсивного шума, в то время как слабослышащие субъекты изменяли голос. Также нужно иметь в виду, что реакция на стимуляцию может быть симулирована. Кроме того, на результат пробы влияет степень глухоты испытуемого: в ходе экспериментов было показано, что при большей степени глухоты для изменения голосовых параметров нужна более интенсивная шумовая стимуляция. Результат исследования также зависит от природы слуховых нарушений — в первую очередь тест эффективен для диагностики перцептивной глухоты, вызванной нарушениями нейронных механизмов слуха. Если у испытуемого кондуктивная глухота, при которой нарушается проводимость звука через внешнее и внутреннее ухо, он будет слышать собственный голос слабослышащим ухом благодаря проводимости костей черепа. В таком случае шумовая стимуляция здорового уха не вызовет изменений голоса.

## Модель речи как сервомеханизма
При описании систем регуляции речи рассматривается внутренний (прямой) и внешний (косвенный) пути обратной связи. Внутренний путь обеспечивается работой интерорецепторов, которые проводят сигналы о движениях артикуляционных органов в центры регуляции речи. Внешний путь обратной связи обеспечивается работой экстероцепторов слуха, и передаёт информацию об аудиальных характеристиках речи, интенсивности шума и реакции слушателей. По этим параметрам говорящий может оценить успешность коммуникации.
Сервомеханизм определяется как следящая система автоматического регулирования, работающая по принципу обратной связи с одним или несколькими системными сигналами. Образец исходящего сигнала в такой системе возвращается в систему и контролирует последующие исходящие сигналы. Такая обратная связь может быть использована для поддержания или изменения различных параметров сигнала. Модель сервомеханизма используется как моделирования различных физиологических процессов, таких как дыхание и тепловой гомеостаз.
Вопрос о применении модели сервомеханизма к изучению речи ставится следующим образом: контролируются ли последующие речевые высказываний некоторой информацией о предыдущих высказываний, и если да, какая информация для этого используется — экстерорецепторная слуховая или интерорецепторная моторная.
В принятых в настоящее время моделях речи как сервомеханизма основная роль в регуляции голоса отводится слуховой обратной связи, а эффект Ломбарда рассматривается как подтверждение значимости этого канала. В такой модели влияние шума на голосовые характеристики ограничивается затруднением передачи обратной связи в автономной саморегулирующейся речевой системе. Данная модель критикуется за то, что исключает из рассмотрения зависимость речи от реакции слушателей и тем самым упускает важнейшую функцию речи — коммуникативную. Эта теория также не объясняет феномен систематического повышения разборчивости речи, в независимости от природы и параметров шума. Альтернативные теории предполагают рассмотрение эффект Ломбарда в связи с его основной функцией — поддержанием эффективной связи за счёт компенсация снижения соотношения сигнал-шум. Компенсация в таком случае не только от обратной связи внутри речевой системы, но и от требований коммуникативной ситуации. Модель речевой регуляции включает и систему внутренней обратной связи, и воздействия внешних факторов, таких как эффективность коммуникации.